# André Gelpke
André Gelpke (* 15. března 1947 Beienrode) je německý fotograf a pedagog, který působí ve švýcarském Curychu na umělecké univerzitě Zürcher Hochschule der Künste jako profesor. V sedmdesátých letech společně s Henrym Riebesehlem a Michaelem Schmidtem jedním z průkopníků umělecké fotografie v Německu.

## Život a dílo
- 1947 Narodil se v Beienrode u Königslutteru, Německo
- 1969-74 studoval fotografii na škole v Essenu
- 1975 spoluzaložil fotografickou agenturu VISUM, Hamburg
- 1980-90 žije a pracuje v Düsseldorfu
- 1987-90 hostující přednášející na Univerzitě v Dortmundu
- 1990 přestěhoval se do Švýcarska, profesor a vedoucí katedry na curyšské univerzitě umění Zürcher Hochschule der Künste. Se svou rodinou žije ve švýcarském Curychu a italském Grattinu.
- 2006-08 Přednáší také na Zeppelin University ve Friedrichshafenu.

## Výstavy

### Samostatné výstavy
- 1974 Galerie Kicken, Aachen, Německo
- 1975 Spectrum Galerie, Hannover, Německo
- 1977 Stedeliik Museum, Amsterdam, Holandsko
- 1979 Galerie Paule Pia, Antwerpen, Belgien
- 1980 Sander Gallery, Washington D. C., USA

Work Gallery, Zürich, Švýcarsko
Folkwangmuseum, Fotogalerie, Essen, Německo
- 1981 Fotomuseum/Stadtmuseum, Mnichov, Německo

Galerie Foto Art, Frankfurt, Německo
1982	Galerie Forum Stadtpark, Graz, Oesterreich
Benteler Gallery, Houston, USA
Werkstatt für Photographie, Berlín, Německo
- 1983 Galerie Rudi Renner, Mnichov, Německo
- 1984 Galerie Kicken, Köln, Německo

Benteler Gallery, Houston, USA
Centre Georges Pompidou, Paris, Frankreich
- 1986 Museum für Photographie, Braunschweig, Německo

Forum Galerie, Tarragona, Spanien
Museu National, Coimbra, Portugalsko
Goethe-Institut, Porto, Portugalsko
- 1987 Fotogalleriet, Oslo, Norsko

Goethe Institut, Turin, Italien
1988 Fotofest Houston, Houston, USA
Fotoforum, Hamburg, Německo
- 1989 Museum für Photographie, Braunschweig, Německo
- 1990 Sprengelmuseum, Hannover, Německo
- 1992-96 Ausstellung „Heim-Weh“, Ankauf und Organisation durch das Goethe Institut Mnichov, verschiedenen Museen und Galerien, weltweit 36 Länder
- 2009 A. C. Kupper modern, Zürich, Švýcarsko

### Společné výstavy
- 1975 Galerie Il Diaframma, Miláno, Itálie

Landesbildstelle, Hamburk, Německo
- 1977 Recontres Internationales de la Photographie, Arles, Francie

Centre Georges Pompidou, Paříž, Francie
Sander Gallery, Washington D.C., USA
- 1979 Venezia79, Benátky, Itálie

Musée Fabre, Montpellier, Francie
„Essener Kunstszene“, Gruga, Essen, Německo
„Deutsche Fotografie nach 1945“, Kunstverein Kassel, Německo
Bibliothèque nationale de France, Paříž, Francie
- 1980 „Vorstellung und Wirklichkeit“, (putovní výstava)

Städtisches Museum Leverkusen, Německo
Künstlerhaus Wien, Rakousko
Palais des Beaux Arts, Brusel, Belgie
Fundacio Mirò, Barcelona, Španělsko
Ufficio dell’Arge, Paříž, Francie
Kunstmuseum Düsseldorf, Německo
„Das imaginäre Fotomuseum“, Kunsthalle Köln, Německo
- 1981 „New German Photography“, Photographic Gallery, Cardiff, Velká Británie

„Absage an das Einzelbild“, Folkwangmuseum Essen, Německo
„The womanshow“, Photographic Gallery, Cardiff, Velká Británie
- 1982 Künstler verwenden Photographie – Heute“, Kunstverein Köln, Německo

Galerie Meier Hahn, Düsseldorf, Německo
„Place and Identity in European Photography“, Rimini, Itálie
„Photographies en Allemagne 1920 - 1982“, Sixième festival photographique de Besançon, Francie
„Die Bundesrepublik – zeitgenössische deutsche Fotografen sehen ihr Land“, Kunstmuseum Hannover, Německo
Galerie Kicken, Köln, Německo
- 1983 „Fotografie in Německo – Heute“, Cultureel Centrum Hasselt, Belgie

Benteler Gallery, Houston, USA
- 1984 „Contemporary European Portraitures“, Nordlight, Arizona State Univ., USA

„Six Contemporary German Photographers“, Santa Fe Center for Photography New Mexico, USA
„Das grosse Bild – das kleine Bild“, Fotografie Forum Frankfurt, Německo
- 1985 Agrupacion Fotografica De Guadalajara, Španělsko

„Suspended Animation Photography of Houston Architecture“, Houston, USA
- 1986 Foto Biennale, Enschede, Holandsko

„7 Tendencias en la Fotografia Contemporanea Europea“, Museo De Bellas Artes, Caracas, Venezuela
- 1987 Deutscher Künstlerbund, Kunsthalle Bremen, Německo

„Endlich so wie überall“, Ruhr Museum, Německo
- 1988 „Twentieth – Century Photography“, Museum of Fine Arts, Houston, USA

Musée d'art moderne de la Ville de Paris, Francie
- 1989 Circulo Bellas Artes, Madrid, Španělsko

„Landscape“, Alden Biesen, Belgie
„Stipendium für Zeitgenössische Deutsche Fotografie“, Museum Folkwang, Essen, Německo
Gallery Art54, New York, USA
- 1990 „Otto Steinert und Schüler“, Museum Folkwang, Essen, Německo
- 1992 „Zustandsberichte – Deutsche Fotografie der fünfziger bis achtziger Jahre“, IfA Galerie Berlín, Německo
- 1993 „Antwerpen93“ Museum for Fotografie, Antverpy, Belgie
- 1994 „8 Fotografen zum gleichen Thema“, Siemens Fotoprojekt, Städtische Galerie Nordhorn, Německo
- 1996 „Die Klasse“, Museum für Gestaltung, Zürich, Švýcarsko
- 2003 „Zeitgenössische Deutsche Fotografie (putovní výstava)

Museum Folkwang, Essen, Německo
Art Museum Arsenals, Riga, Litva
Contemporary Art Center, Vilnius, Lotyšsko
„Was ich von ihnen gesehen und was man mir von ihnen erzählt hatte“, Museum Folkwang, Essen, Německo
„face to face“ Meisterwerke der Fotografie aus der Sammlung DZ Bank, Galerie der Stadt Stuttgart, Německo
- 2006 26 anos. Encontros de fotografia, CAV, Coimbra, Portugalsko
- 2008 „dark side“ Fotomuseum Winterthur

„de lo humano“. Fotografia international 1950–2000, Museo Picasso, Malaga, Španělsko
- 2009 „Nude Visions“ Stadtmuseum Mnichov - Fotografische Sammlung, Mnichov

Museum für Kunst und Gewerbe, Hamburg
Von der Heydt-Museum Wuppertal
- 2010 „Alles wieder anders“ Ruhr Museum, Essen
- 2011 „Zwischenlager“ - Ankäufe der Stadt Zürich/Helmhaus

## Sbírky
- Stedelijk Museum, Amsterdam, Holandsko
- Museum Folkwang, Essen, Německo
- Bibliothèque National, Paris, Frankreich
- Neue Sammlung, Mnichov, Německo
- Goethe-Institut, Mnichov, Německo
- Münchner Stadtmuseum, Fotomuseum, Mnichov, Německo
- Polaroid Collection, Amsterdam, Holandsko
- Museum für Kunst und Gewerbe, Hamburg, Německo
- Centre Georges Pompidou, Paris, Frankreich
- Museum of Fine Arts, Houston, USA
- Museum für Photographie, Braunschweig, Německo
- DG Bank, Frankfurt, Německo
- Fotomuseum Winterthur, Švýcarsko

## Publikace

### Knihy
- „Sex-Theater“, Mahnert Lueg Verlag, Mnichov 1981
- „Fluchtgedanken“, Mahnert Lueg Verlag, Mnichov 1983
- „Der schiefe Turm von Pisa“, Museum für Photographie, Braunschweig 1986

### Vlastní katalogy
- „André Gelpke“, Spectrum Galerie, Hannover 1975
- „Karneval im Gürzenich“, Münchner Stadtmuseum, Fotomuseum, Mnichov 1981
- „Heim-Weh“, Institut für Auslandbeziehungen, Berlín 1987
- „Kontamination“, Siemens Fotoprojekt, Siemens AG, Mnichov 1991

### Knihy (spoluúčast)
- „Vorstellungen und Wirklichkeit“, Wienand Verlag, Köln 1980
- „Neue Wege in der Fotografie“, Internationales Fotosymposium 1980, Schloss Mickeln, Mahnert Lueg Verlag, Mnichov
- „Das Deutsche Lichtbild“, Stuttgart, 1973/74/75/76/77/79
- „Die Geschichte der Fotografie im 20.Jahrhundert“, DuMont Buchverlag, Köln 1977
- „Les Cahiers de la Photographie“, Paris 1981
- „Lexikon der Fotografen“, S. Fischer Verlag, Frankfurt 1981
- „Dictionnaire des photographes“, Paris 1982
- „Fotografia Europea Conteporanea“, Milano 1983
- „Encyclopedie Internationale des Photographes 1883 – 1983“, Genf 1984
- „Glanz und Elend des Körpers“, Fribourg 1988
- „Die Autonomisierung der Fotografie“, Marburg 1987
- „BilderLust“, Edition Braus, Heidelberg 1991
- „Siemens Foto Projekt“, Ernst und Sohn, Berlín 1993
- „Photographie des 20. Jahrhunderts“, Museum Ludwig, Taschen Verlag-Köln 1996
- „Die Klasse“, Edition Museum für Gestaltung Zürich 1996
- „Das Versprechen der Fotografie“, Prestel Verlag, Mnichov
- „Inszenierung und Geltungsdrang“, Edition Museum für Gestaltung Zürich 1998

### Katalogy
- Galerie Schürman und Kicken, Gesamtkatalog, Aachen 1975
- „Aktion, Illustration, Feature – Beispiele bildjournalistischer Fotografie“, Museum Folkwang, Essen 1978
- „Essener Kunstszene“, Gruga, Essen 1979
- Sander Gallery, Gesamtkatalog, Washington D.C. 1979
- „Venezia79 – La Fotografia“, Venedig 1979
- „Photographs Europe No.1“, Benteler Galleries, Houston, Texas 1979
- „Deutsche Fotografie nach 1945“, Fotoforum Kassel 1979
- „Vorstellungen und Wirklichkeit“, Städtisches Museum Leverkusen 1980
- „Künstler verwenden Photographie – Heute“, Kunstverein Köln 1982
- „Portraits aus NachkriegsNěmecko“, Goethe-Institut, Mnichov1982
- „Photographies en Allemagne 1920–1982“, Sixième festival photographique, Besançon 1982
- „Die Bundesrepublik – zeitgenössische deutsche Photographen sehen ihr Land“, Kunstmuseum Hannover 1982
- „Die fotografische Sammlung“, Museum Folkwang, Essen 1989
- „Steinert und Schüler“, Museum Folkwang, Essen 1990
- „Antwerpen93“, Antwerpen 1993
- „Zeitgenössische Deutsche Fotografie“, Museum Folkwang, Essen 2003
- „Was ich von ihnen gesehen und was man mir von Ihnen erzählt hatte“ Museum Folkwang, Essen 2003